# ROH Glory by Honor
ROH Glory by Honor est un pay-per-view de la Ring of Honor (ROH) disponible uniquement en paiement à la séance. La première édition de cet évènement eut lieu en 2002. Douze éditions ont eu lieu depuis sa création et se déroule chaque année pendant l'automne entre septembre et novembre. Ce show devait être à l'origine le plus grand pay-per-view de l'année mais a été très vite dépassé par Final Battle. Il reste néanmoins parmi un des quatre pay-per-view majeurs de la fédération avec Final Battle, Death Before Dishonor et Anniversary Show. Ce show est disponible via internet depuis 2009.

## Historique
| Événement                                                   | Date                                | Lieu                                                | Ville                                            | Spectateurs | Main event |
| ----------------------------------------------------------- | ----------------------------------- | --------------------------------------------------- | ------------------------------------------------ | ----------- | --- |
| Glory By Honor                                              | 5 octobre 2002                      | Murphy Recreational Center                          | Philadelphie (Pennsylvanie)                      |             | Christopher Daniels vs. Doug Williams |
| Glory By Honor II                                           | 20 septembre 2003                   | Murphy Recreational Center                          | Philadelphie (Pennsylvanie)                      | 550         | Samoa Joe (c) vs. Christopher Daniels pour le ROH World Championship |
| Glory By Honor III                                          | 11 septembre 2004                   | Rex Plex                                            | Elizabeth (New Jersey)                           | 1 000       | The Rottweilers (Ricky Reyes & Rocky Romero) (c) vs. Dan Maff & B.J. Whitmer vs. The Carnage Crew (HC Loc & Tony DeVito) vs. Generation Next (Roderick Strong & Jack Evans) dans Ultimate Endurance match pour le ROH World Tag Team Championship |
| Glory By Honor IV                                           | 17 septembre 2005                   | Sports & Entertainment Center                       | Lake Grove (New York)                            | 600         | AJ Styles (avec Mick Foley) vs. Jimmy Rave dans un Finishers match |
| Glory By Honor V : Night 1 Glory By Honor V : Night 2       | 15 septembre 2006 16 septembre 2006 | Sports World Manhattan Center                       | East Windsor, Connecticut Manhattan (New York)   | 500 1 200   | Briscoe Brothers (Jay Briscoe & Mark Briscoe) vs. KENTA & Naomichi Marufuji Bryan Danielson (c) vs. KENTA pour le ROH World Championship |
| Glory By Honor VI : Night One Glory By Honor VI : Night Two | 2 novembre 2007 3 novembre 2007     | Pennsylvania National Guard Armory Manhattan Center | Philadelphie (Pennsylvanie) Manhattan (New York) |             | Mitsuharu Misawa & KENTA vs. Takeshi Morishima & Naomichi Marufuji Briscoe Brothers (Jay Briscoe & Mark Briscoe) vs. The Age of the Fall (Jimmy Jacobs & Necro Butcher) dans un Street Fight                                                      |
| Glory By Honor VII                                          | 20 septembre 2008                   | The Arena                                           | Philadelphie (Pennsylvanie)                      |             | Austin Aries & Briscoe Brothers (Jay Briscoe & Mark Briscoe) vs. The Age of the Fall (Jimmy Jacobs, Tyler Black & Delirious) vs. Necro Butcher in a Steel Cage Warfare match                                                                      |
| Glory By Honor VIII : The Final Countdown                   | 26 septembre 2009                   | Manhattan Center                                    | Manhattan (New York)                             | 1 400       | Bryan Danielson vs. Nigel McGuinness |
| Glory By Honor IX                                           | 11 septembre 2010                   | Manhattan Center                                    | Manhattan (New York)                             | 1 300       | Tyler Black (c) vs. Roderick Strong pour le ROH World Championship |
| Glory by Honor X                                            | 19 novembre 2011                    | Frontier Fieldhouse                                 | Chicago Ridge (Illinois)                         |             | Davey Richards (c) vs. El Generico pour le ROH World Championship |
| Glory By Honor XI: The Unbreakable Hope                     | 13 octobre 2012                     | International Centre                                | Mississauga, Ontario                             | 900         | Kevin Steen (c) vs. Michael Elgin pour le ROH World Championship |
| Glory by Honor XII                                          | 26 octobre 2013                     | Frontier Fieldhouse                                 | Chicago Ridge (Illinois)                         |             | Adam Cole, Matt Taven & reDRagon (Bobby Fish & Kyle O'Reilly) vs. C&C Wrestle Factory (Caprice Coleman & Cedric Alexander), Jay Lethal & Michael Elgin                                                                                            |
| Glory by Honor XIII                                         | 15 novembre 2014                    | San Antonio Shrine Auditorium                       | San Antonio (Texas)                              | 800         | Jay Briscoe (c) vs. ACH pour le ROH World Championship |
| Glory by Honor XIV                                          | 24 octobre 2015                     | Montgomery County Fairgrounds Coliseum              | Dayton (Ohio)                                    | 900         | Jay Lethal et The Kingdom (Michael Bennett & Matt Taven) vs. Roderick Strong, ACH et A.J. Styles |